# دانیلو برتاتسی
دانیلو برتاتسی (ایتالیایی: Danilo Bertazzi؛ زادهٔ ۲۳ فوریهٔ ۱۹۶۰) یک هنرپیشه، صداپیشه، مجری تلویزیون و پدیدآور اهل ایتالیا است.
او مجری یک برنامهٔ مشهور تلویزیونی کودکان بود که مابین سال‌های ۱۹۹۹ تا ۲۰۰۰ میلادی از شبکهٔ رای‌تِره (رای ۳) پخش شد.
از فیلم‌ها یا مجموعه‌های تلویزیونی که وی در آن‌ها نقش داشته است می‌توان به ستارگان بی‌تاب اشاره نمود.